# Бернлі (футбольний клуб)
Бе́рнлі (англ. Burnley Football Club) — професіональний англійський футбольний клуб з міста Бернлі. Заснований у 1882 році на базі місцевої регбійної команди. Команда отримала прізвисько «бордові» завдяки кольору домашньої форми. Клуб є одним із засновників Футбольної Ліги у 1888 році. З 1883 по сьогодення «Бернлі» виступає на стадіоні Терф Мур.
Команда двічі вигравала у Першому дивізіоні. Це трапилося у сезонах 1920—21 та 1959—60. Кубок Англії підкорився «бордовим» у 1914 році. Перемога у сезоні 1959—60 дала змогу пройти до Кубка європейських чемпіонів 1960—61. «Берлі» дійшов до чвертьфіналу, де програв «Гамбургу» 4:5 за сумою двох матчів (вигравши перший матч 3:1, англійці програли 1:4 на виїзді). «Бернлі» — одна з трьох команд, яка перемагала у всіх чотирьох вищих дивізіонах Англії. Інші дві — «Вулверхемптон Вондерерз» та «Престон Норт Енд».
«Бордові» провели більшу частину своєї історії у двох вищих дивізіонах Англії, при чому з 1976 по 2009 роки клуб провів поза найвищим дивізіоном. З 1985 по 2002 рік вони сім разів спускалися до найнижчого рівня Футбольної Ліги. У 1987 році їм вдалося уникнути пониження до Футбольної Конференції. З 2000 по 2009 рік вони грали у Чемпіонаті, і через 33 роки повернулися до Прем'єр-Ліги, завдяки перемозі у плей-оф.
Латинський девіз «Pretiumque Et Causa Laboris» перекладається як «Працювати заради перемоги».

## Склад команди
Станом на 4 червня 2025
| №  | Поз. | Нац.       | Гравець                  |
| -- | ---- | ---------- | ------------------------ |
| 1  | ВР   | Англія     | Джеймс Траффорд          |
| 2  | ЗХ   | Перу       | Олівер Сонне             |
| 3  | ЗХ   | Нідерланди | Шуранді Самбо            |
| 4  | ЗХ   | Англія     | Джо Ворралл              |
| 5  | ЗХ   | Франція    | Максім Естів             |
| 6  | ЗХ   | Англія     | Сі Джей Іган-Райлі       |
| 8  | ПЗ   | Англія     | Джош Браунгілл (капітан) |
| 10 | НП   | Ангола     | Мануель Бенсон           |
| 11 | НП   | Англія     | Джейдон Ентоні           |
| 12 | ЗХ   | Англія     | Башир Гамфріс            |
| 14 | ЗХ   | Уельс      | Коннор Робертс           |
| 17 | НП   | ПАР        | Лайл Фостер              |
| 18 | ЗХ   | Швеція     | Хьялмар Едкал            |
| 19 | НП   | Нідерланди | Зіан Флеммінг            |
| 20 | ВР   | Англія     | Етьєн Грін               |
| 21 | ПЗ   | Англія     | Аарон Ремзі              |
| 22 | НП   | Англія     | Маркус Едвардс           |

| №  | Поз. | Нац.               | Гравець           |
| -- | ---- | ------------------ | ----------------- |
| 23 | ЗХ   | Бразилія           | Лукас Пірес       |
| 24 | ПЗ   | Ірландія           | Джош Каллен       |
| 27 | НП   | Північна Македонія | Дарко Чурлінов    |
| 28 | ПЗ   | Туніс              | Ганнібал Межбрі   |
| 29 | ПЗ   | Англія             | Джош Лоурент      |
| 30 | НП   | Італія             | Лука Колеошо      |
| 31 | НП   | Бельгія            | Майк Трезор       |
| 32 | ВР   | Чехія              | Вацлав Гладкий    |
| 34 | НП   | Нідерланди         | Джейдон Банел     |
| 35 | НП   | Англія             | Ешлі Барнс        |
| 36 | ЗХ   | Німеччина          | Луїс Баєр         |
| 37 | НП   | Бенін              | Андреас Хунтонджі |
| 39 | ЗХ   | Англія             | Оуен Додгсон      |
| 42 | ПЗ   | Франція            | Хан-Ноа Массенго  |
| 44 | ЗХ   | Бельгія            | Ханнес Делкруа    |
| 45 | НП   | Ірландія           | Майкл Обафемі     |
| 48 | НП   | Бельгія            | Енок Аг'єї        |

## Титули та досягнення
- Перший дивізіон/Прем'єр-Ліга (перший рівень):
  - Переможці (2): 1920—21, 1959—60
  - Друге місце (2): 1919—20, 1961—62

- Другий дивізіон/Чемпіонат Футбольної Ліги (другий рівень):
  - Переможці (2): 1897—98, 1972—73
  - Друге місце (2): 1912—13, 1946—47
  - Переможець плей-оф (1):2009

- Третій дивізіон/Друга футбольна ліга (третій рівень):
  - Переможці (1): 1981—82
  - Друге місце (1): 1999—00
  - Переможець плей-оф (1):1994

- Четвертий дивізіон (четвертий рівень):
  - Переможці (1): 1991—92

- Кубок Англії з футболу:
  - Переможець (1): 1913—14
  - Фіналіст (2): 1946—47, 1961—62

- Суперкубок Англії з футболу:
  - Переможець (2): 1960*, 1973

* — трофей було розділено між «Бернлі» та «Вулвергемптон Вондерерз».

## Цікаві факти
У 2013 році один з уболівальників подарував музею своєї команди абонемент на сезон 1884/1885, якому майже 130 років. Цей абонемент придбав його прадід за приблизно 1,5 фунта.